# 水無月徹
水無月 徹（みなづき とおる、2月28日 - ）は、日本のイラストレーターである。和歌山県出身。アクアプラス（Leaf）、プレイムで原画家として活動していたが、現在はフリーのイラストレーターとして活動している。脚本家・ゲームクリエイターの髙橋龍也と活動を共にすることが多い。時に高橋との2人で1人の共同ペンネームとして「高彦達哉（たかひこ・たつや）」の名義も使う。本名は竹中 崇。

## 略歴
大学時代、現在まで創作活動を共にする髙橋龍也（以下、高橋）と同じサークルに所属し、親交を深める。
大学中退後、TGLに入社。『機装神伝ゲンカイザー(1995)』のキャラクターデザインなどを務め、キャリアを開始する。この時期、高橋と共に漫画『デッドエンドワールド』を描き、連載直前まで行くものの雑誌が廃刊となり実現せず。
その後、当時PCゲームや音楽の制作会社であった有限会社ユーオフィス（現在のアクアプラス）へ移り、TGLの同僚だった下川直哉らと共に同社内アダルトゲームブランドLeafの立ち上げに参加。第1作の『DR2ナイト雀鬼(1995)』から長らくLeaf作品のイラスト全般を手がける。
追って1995年末、高橋がユーオフィスに入社。以降、水無月が原画、高橋が主に企画脚本として、2人で組んでの作品制作を開始する。その1作目『雫（1996）』から連続しての『痕(1996)』、『To Heart(1997)』の3作により、水無月と高橋、そしてLeafが一躍大ブレイクを果たす。
Leafでの複数の作品発表を経て、『まじかるアンティーク』のCG原画アシストを最後の仕事として高橋と共にLeafを退社、フリーランスになる。
2002年には高橋と共にアダルトゲームブランド『PLAYM』(プレイム）を設立。2004年4月には、同ブランド第1作である『リアライズ』の原画を、のち2006年12月には第2作である『レイナナ』の原画を手がけた。
『リアライズ』、『レイナナ』の2作を発表後ブランドとしてのプレイムは解散。高橋とともに東京へ移る。
現在では肩書きを主にイラストレーターとし、漫画やイラスト提供を行う。2017年12月 - 2018年6月にかけ、サイコミで「ワライヒメ」を週刊連載し、2020年2月に単行本を出版。

## 作風
当初は漫画家を目指していたこともあり、漫画的なデフォルメの効いた絵柄で癖の強いものであった。
公式サイトによれば、『雫』以降注目を浴びるにつれ癖のある絵柄を多方面より指摘され、気にするようになったらしく、『To Heart』の頃には個性的な癖を残しつつも洗練された絵柄となっていた。
しかし「ファミ通」のレビューで個性的な絵柄と言われショックを受けたと公式サイトで述べている他、ブレイク後のインタビューでは、アニメ版『To Heart』のキャラクターデザインを手がけた千羽由利子のようなイラスト風の絵柄への言及が見られている。

## 作品一覧

### ゲーム
TGL/戯画時代
- STEAM HEART'S
- 機装神伝ゲンカイザー

Leaf/AQUAPLUS時代
- DR2ナイト雀鬼
- Filsnown -光と刻-
- 雫
- 痕
- To Heart
- WHITE ALBUM（ゲスト原画）
- ナイトライター
- まじかる☆アンティーク（CG原画アシスト）

フリーランス時代
- 痕 リニューアル版（2002年版）

プレイム時代
- リアライズ
- リアライズ -Panorama Luminary-
- レイナナ
- アイドルマスター シンデレラガールズグラビアフォーユー！ vol.1 - 高橋龍也と共に、一部シナリオを担当[7]

### アニメ
- ぱにぽにだっしゅ！ - エンドカードイラスト（15話）
- かんなぎ - エンドカードイラスト（9話）
- 機動戦士ガンダム00セカンドシーズン - BD1巻特典ブックレット ゲストイラスト
- 夏色キセキ - デザイン（5話）-くじらやフォーシーズンなどのデザイン
- あの夏で待ってる - 『相関図作画協力』（8話）[8]
- 神のみぞ知るセカイ - エンドカード（2期 7話）
- THE IDOLM@STER - BD1巻(初回限定版)特典冊子に漫画を描き下ろし。及び公式webサイト『応援イラスト』第10回[9]
- エスカクロン(OVA版） - 原作（高橋龍也・水島精二と共同）、キャラクターデザイン、サイン色紙[10]
- ポプテピピック(OVA版） - キャラクターデザイン・グラフィック原画（2期6話）

### 漫画
- リアライズ - 原作（高橋龍也と連名、PLAYM名義）
- Others! - 作画。原作は高橋龍也。ドラゴンマガジン2010年11月号より連載していた。『水無月徹作品集I The Heart Rocker』に収録されている。
- ランデッド！
- ICE無限大！！
- 四姉妹談話室 - コミックガムの読者投稿ページにてカットや漫画など展開。
- ワライヒメ - サイコミにて2017年12月13日から2018年6月まで週刊連載。2020年2月に単行本発売（→書籍の項）。

### イラスト
- ガンダム00 劇場月課 - 電撃ホビーマガジン2010年2月号から2011年3月号まで連載。黒田洋介のコラムと併せ、水無月がイラスト・漫画。
- 僕らの模型情報 - 電撃ホビーマガジン2011年4月号から連載。黒田洋介のコラムに併せ、水無月がイラスト・漫画。
- バトルスピリッツ - 星座編 第三弾から一部カードのイラストを担当
- 東方混沌符 - 2.00追加パックからしばらく一部カードイラストを担当
- 「かんなぎ」応援イラスト - 月刊ComicREX2011年1月号
- アイドルマスター シンデレラガールズ コミックアンソロジー SIDE: ANIMATION VOL.2 - 表紙
- 「少女たちは荒野を目指す」 - 放送カウントダウンイラスト「1日前（2016.01.06）」[11]
- ガールズ＆パンツァ―コミックアンソロジー SIDE：知波単学園 - 表紙
- きんいろモザイク - 応援イラスト[12]
- TRPGシナリオ「君に救いを」 - 挿絵。髙橋龍也原案、森瀬繚作。TRPG「トレイル・オブ・クトゥルー」の1シナリオ。雑誌『GMウォーロック vol.5』に掲載。[13]

### 書籍
- 「水無月徹作品集I The Heart Rocker」ワニブックス、2013年12月27日発売、ISBN 978-4847039010
- 単行本「ワライヒメ」KADOKAWA、2020年02月25日発売、ISBN 978-4049130225

### 抱き枕
- 艦隊これくしょん雪風スムース抱き枕カバー - イラスト

### キャラクターデザイン
- ヒロインクロニクル - オリジナルキャラ「める＝らんしぇる」デザイン
- アサルトリリィ外伝「夢野花音」「種田正奈」 - デザイン
- エスカクロンプロジェクト - 原作（高橋龍也・水島精二と共同）、キャラクターデザイン
- ファンタシースターオンライン2 es - ゲーム内アイテム『★12「セイクリッドダスター」チップ』デザイン、イラスト
- 電気外祭り公式グッズ通販サイト　twitterアカウント担当キャラクター  - イラスト[14]

### 脚本
（2016年現在）水無月徹個人が脚本を担当することは無いが、盟友の脚本家・高橋龍也と連名で脚本を手掛けることがある。
- アイドルマスター シンデレラガールズ コミックアンソロジー -『cool vol.2』『passion vol.2』『cute vol.2』付属ドラマCDの脚本（高橋龍也と共同）
- 『アイドルマスター シンデレラガールズグラビアフォーユー！ vol.1』 - 島村卯月・本田未央のシナリオ及びセリフ（髙橋龍也と共同）[15]
- キャンディポップナイトメア ドラマCD - ドラマCD版脚本（高橋龍也と共同）
- アニメ「紅殻のパンドラ」 - BD・DVD同梱特典のショートアニメ「パンドラジオ」脚本（高橋龍也と共同）

### その他
- ボイノベ『無尽合体キサラギ』 - 協力[16]
- アイドルマスター シンデレラガールズ シンデレラガールズ劇場　3巻 - 書籍帯にコメントを寄せた
- 中村博文 作品集I『SILL-WET GARDEN』 - 書籍帯にコメントを寄せた
- アイリス・ゼロ1巻 - 単行本の帯にコメントを寄せた
- 『べびすた』シリーズイラスト - 2019.07開催の高山箕犀個展で展開された、ゲーム「キミキス」「アマガミ」登場キャラクターのデフォルメグッズ類。水無月はそのイラストを担当。[17]
- ライフル・イズ・ビューティフル』 - 色紙提供[18]
- 『きんいろモザイク Pretty Days』- カウントダウンイラスト[19]、色紙[20]
- 電気外祭り2023冬 マンガ広報[21]